# Agaricus aurantioviolaceus
La agaricus aurantioviolaceus o también psalliota aurantioviolaceaes una especie de hongo del género Agaricus. Se encuentra en África y fue originalmente clasificado como una especie de Psalliota por el micólogo Roger Heim en 1968. Fue transferido al género Agaricus en 1994. Se sospecha que el hongo esté entre los hongos venenosos, potencialmente letal.